# 鈴木史哉
鈴木 史哉（すずき ふみや、2002年4月18日 - ）は、宮城県栗原市出身のサッカー選手。ポジションは、ミッドフィールダー（MF）。

## 来歴
ベガルタ仙台のアカデミー出身。2019年5月、トップチームに2種登録され、同月22日、ルヴァンカップ・グループステージ第6節の柏レイソル戦で途中出場し、トップチームデビューした。
2019年6月にはuｰ17日本代表に選出され、同月6日-16日にアルゼンチンで開催された交流大会に参加した。
2020年2月、トップチームに2種登録された。
ベガルタ仙台ユースの後は、阪南大学でプレーした。
2024年12月3日、東北社会人サッカーリーグのコバルトーレ女川に入団することが発表された。

## 所属クラブ
- 古川サッカースポーツ少年団（栗原市立瀬峰小学校）
- ベガルタ仙台ジュニアユース（栗原市立瀬峰中学校）
- ベガルタ仙台ユース（仙台大学附属明成高等学校）
  - 2019年5月 -  ベガルタ仙台（2種登録選手）
- 阪南大学
- 2025年 -  コバルトーレ女川

## 個人成績
| 国内大会個人成績 | 国内大会個人成績 | 国内大会個人成績 | 国内大会個人成績 | 国内大会個人成績 | 国内大会個人成績 | 国内大会個人成績 | 国内大会個人成績 | 国内大会個人成績 | 国内大会個人成績 | 国内大会個人成績 | 国内大会個人成績 |
| 年度             | クラブ           | 背番号           | リーグ           | リーグ戦         | リーグ戦         | リーグ杯         | リーグ杯         | オープン杯       | オープン杯       | 期間通算         | 期間通算         |
| 年度             | クラブ           | 背番号           | リーグ           | 出場             | 得点             | 出場             | 得点             | 出場             | 得点             | 出場             | 得点             |
| 日本             | 日本             | 日本             | 日本             | リーグ戦         | リーグ戦         | リーグ杯         | リーグ杯         | 天皇杯           | 天皇杯           | 期間通算         | 期間通算         |
| ---------------- | ---------------- | ---------------- | ---------------- | ---------------- | ---------------- | ---------------- | ---------------- | ---------------- | ---------------- | ---------------- | ---------------- |
| 2019             | 仙台             | 43               | J1               | 0                | 0                | 1                | 0                | 0                | 0                | 1                | 0                |
| 通算             | 日本             | 日本             | J1               | 0                | 0                | 1                | 0                | 0                | 0                | 1                | 0                |
| 総通算           | 総通算           | 総通算           | 総通算           | 0                | 0                | 1                | 0                | 0                | 0                | 1                | 0                |

- 2019年、2020年2種登録選手

出場歴
- 公式戦初出場 - 2019年5月22日 ルヴァンカップ・グループステージ第6節 vs柏レイソル（三協フロンテア柏スタジアム）

## 代表歴
- Uｰ17日本代表